# Opere rappresentate al Teatro San Cassiano
Di seguito sono elencate le opere rappresentate al Teatro San Cassiano. La prima opera rappresentata è L'Andromeda di Francesco Mannelli nel 1637, mentre l'ultima è Gli umori contrari di Sebastiano Nasolini nel 1798. L'elenco è tratto da I Teatri del Veneto, rivisto, integrato e corretto sulla base della bibliografia e sitografia specificate di seguito. Gli anni sono indicati secondo il calendario gregoriano e non more veneto.
| n°  | Anno        | Titolo                                                                               | Librettista                      | Compositore                          | Note                                       |
| 1   | 1637        | L'Andromeda                                                                          | B. Ferrari                       | F. Manelli                           |                                            |
| 2   | 1638        | La maga fulminata                                                                    | B. Ferrari                       | F. Manelli                           |                                            |
| 3   | 1639        | Le nozze di Teti e di Peleo                                                          | O. Persiani                      | F. Cavalli                           |                                            |
| 4   | 1640        | Gli amori d'Apollo e di Dafne                                                        | G. F. Busenello                  | F. Cavalli                           |                                            |
| 5   | 1641        | La Didone                                                                            | G. F. Busenello                  | F. Cavalli                           |                                            |
| 6   | 1642        | La virtù de' strali d'amore                                                          | G. Faustini                      | F. Cavalli                           |                                            |
| 7   | 1643        | L'Egisto                                                                             | G. Faustini                      | F. Cavalli                           |                                            |
| 8   | 1644        | L'Ormindo                                                                            | G. Faustini                      | F. Cavalli                           |                                            |
| 9   | 1645        | La Doriclea                                                                          | G. Faustini                      | F. Cavalli                           |                                            |
| 10  | 1645        | Il Titone                                                                            | G. Faustini                      | F. Cavalli                           |                                            |
| 11  | 1649        | Giasone                                                                              | G. A. Cicognini                  | F. Cavalli                           |                                            |
| 12  | 1650        | L'Orimonte                                                                           | N. Minato                        | F. Cavalli                           |                                            |
| 13  | 1651        | L'Armidoro                                                                           | B. Castoreo                      | F. Cavalli                           |                                            |
| 14  | 1658        | L'incostanza trionfante overo il Theseo                                              | F. Piccoli                       | P. A. Ziani                          |                                            |
| 15  | 1658        | Antioco                                                                              | N. Minato                        | F. Cavalli                           |                                            |
| 16  | 1659        | Elena                                                                                | N. Minato                        | F. Cavalli                           |                                            |
| 17  | 1666        | Il Giasone                                                                           | G. A. Cicognini                  | F. Cavalli                           |                                            |
| 18  | 1666        | La Zenobia                                                                           | M. Noris                         | G. A. Boretti                        |                                            |
| 19  | 1679-80     | Candaule                                                                             | A. Morselli                      | P. A. Ziani                          |                                            |
| 20  | 1680        | Tomiri                                                                               | A. Medolago                      | A. Vitali                            |                                            |
| 21  | 1683        | Temistocle in bando                                                                  | A. Morselli                      | A. Giannettini                       |                                            |
| 22  | 1683        | L'innocenza risorta overo Etio                                                       | A. Morselli                      | P. A. Ziani                          |                                            |
| 23  | 1690        | Il gran macedone                                                                     | G. Pancieri                      | G. Boniventi                         |                                            |
| 24  | 1691        | L'Almerinda                                                                          | G. Pancieri                      | G. Boniventi                         |                                            |
| 25  | 1696        | Basilio re d'Oriente                                                                 | G. B. Neri                       | F. Navarra                           |                                            |
| 26  | 1696        | La Clotilde                                                                          | G. B. Neri                       | G. M. Ruggieri                       |                                            |
| 27  | 1696        | Zenone imperator d'Oriente                                                           | A. Marchi                        | T. Albinoni                          |                                            |
| 28  | 1697        | Il Tigrane re d'Armenia                                                              | G. C. Corradi                    | T. Albinoni                          |                                            |
| 29  | 1697 (-98?) | Primislao primo re di Boemia                                                         | G. C. Corradi                    | T. Albinoni                          |                                            |
| 30  | 1698        | L'ingratitudine castigata                                                            | F. Silvani                       | T. Albinoni                          |                                            |
| 31  | 1698        | L'Egisto re di Cipro                                                                 | G. C. Corradi                    | M. A. Ziani                          |                                            |
| 32  | 1699        | Gl'amori fra gl'odii o sia il Ramiro in Norvegia                                     | M. A. Remena                     | M. A. Ziani                          |                                            |
| 33  | 1699        | Il Teodosio                                                                          | V. Grimani                       | M. A. Ziani                          |                                            |
| 34  | 1700        | L'Aristeo                                                                            | G. C. Corradi                    | A. Pollarolo                         |                                            |
| 35  | 1701        | Griselda                                                                             | A. Zeno                          | A. Pollarolo                         |                                            |
| 36  | 1702        | L'ingratitudine castigata                                                            | F. Silvani                       | T. Albinoni                          |                                            |
| 37  | 1702        | L'arte in gara con l'arte                                                            | F. Silvani                       | T. Albinoni                          |                                            |
| 38  | 1702        | La pastorella al soglio                                                              | G. C. Corradi                    | AA. VV.                              |                                            |
| 39  | 1702-03     | Gli imenei stabiliti dal caso                                                        | F. Silvani                       | F. Gasparini                         |                                            |
| 40  | 1703        | Il miglior d'ogni amore per il peggiore d'ogni odio                                  | F. Silvani                       | F. Gasparini                         |                                            |
| 41  | 1703        | Il più fedele fra i vassalli                                                         | F. Silvani                       | F. Gasparini                         |                                            |
| 42  | 1704        | La fede tradita e vendicata                                                          | F. Silvani                       | F. Gasparini                         |                                            |
| 43  | 1704        | La maschera levata al vitio                                                          | F. Silvani                       | F. Gasparini                         |                                            |
| 44  | 1705        | La Fredegonda                                                                        | F. Silvani                       | F. Gasparini                         |                                            |
| 45  | 1705        | Il principato custodito dalla frode                                                  | F. Silvani                       | F. Gasparini                         |                                            |
| 46  | 1705        | Antioco                                                                              | A. Zeno; P. Pariati              | F. Gasparini                         |                                            |
| 47  | 1705        | Ambleto                                                                              | A. Zeno; P. Pariati              | F. Gasparini                         |                                            |
| 48  | 1706        | Statira                                                                              | A. Zeno; P. Pariati              | F. Gasparini                         |                                            |
| 49  | 1706        | Sidonio                                                                              | P. Pariati                       | A. Lotti                             |                                            |
| 50  | 1707        | Taican re della Cina                                                                 | U. Rizzi                         | F. Gasparini                         |                                            |
| 51  | 1707        | L'amor generoso                                                                      | A. Zeno                          | F. Gasparini                         |                                            |
| 52  | 1707        | Achille placato                                                                      | U. Rizzi                         | A. Lotti                             |                                            |
| 53  | 1707        | Anfitrione                                                                           | P. Pariati                       | F. Gasparini                         |                                            |
| 54  | 1707-08     | Teuzzone                                                                             | A. Zeno                          | A. Lotti                             |                                            |
| 55  | 1708        | Flavio Anicio Olibrio                                                                | A. Zeno; P. Pariati              | F. Gasparini                         |                                            |
| 56  | 1708        | Astarto                                                                              | A. Zeno; P. Pariati              | T. Albinoni                          |                                            |
| 57  | 1709        | Il falso Tiberino                                                                    | A. Zeno; P. Pariati              | C. F. Pollarolo                      |                                            |
| 58  | 1709        | Engelberta                                                                           | A. Zeno; P. Pariati              | F. Gasparini; T. Albinoni            |                                            |
| 59  | 1709        | La principessa fedele                                                                | A. Piovene                       | F. Gasparini                         |                                            |
| 60  | 1709-10     | Ciro                                                                                 | P. Pariati                       | T. Albinoni                          |                                            |
| 61  | 1710        | Sesostri re d'Egitto                                                                 | A. Zeno; P. Pariati              | F. Gasparini                         |                                            |
| 62  | 1710        | La ninfa Apollo                                                                      | F. de Lemene                     | F. Gasparini; A. Lotti               | scherzo scenico pastorale per musica       |
| 63  | 1710        | L'amor tirannico                                                                     | D. Lalli                         | F. Gasparini                         |                                            |
| 64  | 1710        | Il tiranno eroe                                                                      | V. Cassani                       | T. Albinoni                          |                                            |
| 65  | 1711        | Tamerlano                                                                            | A. Piovene                       | F. Gasparini                         |                                            |
| 66  | 1711        | Costantino                                                                           | A. Zeno; P. Pariati              | F. Gasparini                         |                                            |
| 67  | 1712        | Merope                                                                               | A. Zeno                          | F. Gasparini                         |                                            |
| 68  | 1712        | Le gare generose                                                                     | A. Zaniboni                      | T. Albinoni                          |                                            |
| 69  | 1712-13     | I veri amici                                                                         | F. Silvani; D. Lalli             | A. Paulati                           |                                            |
| 70  | 1713        | La verità nell'inganno                                                               | F. Silvani                       | F. Gasparini                         |                                            |
| 71  | 1717        | L'Argippo                                                                            | D. Lalli                         | G. Porta                             |                                            |
| 72  | 1718        | Farnace                                                                              | D. Lalli                         | C. F. Pollarolo                      |                                            |
| 73  | 1718        | Antigona                                                                             | B. Pasqualigo                    | G. M. Orlandini                      |                                            |
| 74  | 1724        | Antigona                                                                             | B. Pasqualigo                    | G. M. Orlandini                      |                                            |
| 75  | 1724        | Despina e Niso                                                                       | G. Papis (?)                     | A. Scarlatti                         | intermezzo in musica                       |
| 76  | 1724-25     | Didone abbandonata                                                                   | P. Metastasio                    | T. Albinoni                          |                                            |
| 77  | 1725        | Alcina delusa da Ruggero                                                             | A. Marchi                        | T. Albinoni                          |                                            |
| 78  | 1725        | L'impresario delle Canarie                                                           | P. Metastasio                    | T. Albinoni                          | intermezzo in musica                       |
| 79  | 1725-26     | L'inganno innocente                                                                  | F. Silvani                       | T. Albinoni                          |                                            |
| 80  | 1726        | Amor e sdegno                                                                        | M. Boccardi                      | L. Tavelli                           |                                            |
| 81  | 1727        | Il Bertarido re de' Longobardi                                                       | A. Salvi                         | G. Boniventi                         |                                            |
| 82  | 1728        | Griselda                                                                             | A. Zeno                          | T. Albinoni                          |                                            |
| 83  | 1728        | Ormisda                                                                              | A. Zeno                          | B. Cordans                           |                                            |
| 84  | 1728-29     | Gianguir                                                                             | A. Zeno                          | G. Giacomelli                        |                                            |
| 85  | 1729        | La generosità di Tiberio                                                             | N. Minato                        | S. Lapis; B. Cordans                 |                                            |
| 86  | 1729        | Adelaide                                                                             | A. Salvi                         | G. M. Orlandini                      |                                            |
| 87  | 1730        | La fede in cimento                                                                   | A. Zeno                          | F. Gasparini; S. Lapis               |                                            |
| 88  | 1730        | La donna nobile                                                                      | Sconosciuto                      | G. M. Orlandini                      | intermezzo in musica                       |
| 89  | 1735        | L'Anagilda                                                                           | A. Zaniboni                      | A. G. Pampani                        |                                            |
| 90  | 1736        | La Zoe                                                                               | F. Silvani                       | L. A. Predieri                       |                                            |
| 91  | 1736-37     | L'Arsace                                                                             | A. Salvi                         | G. Giacomelli                        |                                            |
| 92  | 1737        | Demetrio                                                                             | P. Metastasio                    | J. A. Hasse                          |                                            |
| 93  | 1737        | Lucio Papirio                                                                        | A. Salvi                         | N. Porpora                           |                                            |
| 94  | 1742        | Barsina                                                                              | F. Silvani                       | G. A. Paganelli                      |                                            |
| 95  | 1742        | Atalo                                                                                | F. Silvani                       | G. Chinzer                           |                                            |
| 96  | 1743        | Engelberta                                                                           | A. Zeno                          | G. Paganelli                         |                                            |
| 97  | 1743        | Ambleto                                                                              | A. Zeno; P. Pariati              | G. Carcani                           |                                            |
| 98  | 1743        | La forza del sangue                                                                  | B. Vitturi                       | G. A. Paganelli                      |                                            |
| 99  | 1744        | La libertà nociva                                                                    | G. Barlocci                      | R. di Capua                          |                                            |
| 100 | 1744        | Madama Ciana                                                                         | G. Barlocci                      | G. Latilla                           |                                            |
| 101 | 1744-45     | L'ambizione delusa                                                                   | F. Vanneschi                     | R. di Capua                          |                                            |
| 102 | 1744-45     | La finta cameriera                                                                   | G. Barlocci                      | G. Latilla                           |                                            |
| 103 | 1745        | La forza d'amore                                                                     | P. Panicelli                     | B. Galuppi                           |                                            |
| 104 | 1745        | Lo scialacquatore alla fiera                                                         | A. Borghesi                      | G. Orlandini; AA.VV                  |                                            |
| 105 | 1745        | I rigiri delle cantarine                                                             | B. Vitturi                       | F. Maggiore                          |                                            |
| 106 | 1746        | La vedova accorta                                                                    | A. Borghesi (?)                  | F. Bertoni                           |                                            |
| 107 | 1746        | La fata meravigliosa                                                                 | Sconosciuto                      | G. Scolari                           |                                            |
| 108 | 1746        | Alcibiade                                                                            | G. Roccaforte                    | G. Carcani                           |                                            |
| 109 | 1746-47     | Il Catone in Utica                                                                   | P. Metastasio                    | L. Vinci; (N. Jommelli)              |                                            |
| 110 | 1747        | Caio Marzio Coriolano                                                                | Z. Seriman                       | P. Pulli                             |                                            |
| 111 | 1747        | Arminio                                                                              | A. Salvi                         | B. Galuppi                           |                                            |
| 112 | 1748        | L'Adriano                                                                            | P. Metastasio                    | V. Ciampi                            |                                            |
| 113 | 1748        | La clemenza di Tito                                                                  | P. Metastasio                    | G. Pampani                           |                                            |
| 114 | 1748        | Clotilde                                                                             | F. Passarini                     | B. Galuppi                           |                                            |
| 115 | 1748        | Il conte immaginario                                                                 | Sconosciuto                      | P. Auletta                           | intermezzo in musica per Clotilde          |
| 116 | 1748-49     | Camilla regina de' Volsci                                                            | S. Stampiglia                    | AA. VV.                              |                                            |
| 117 | 1749        | Il vello d'oro                                                                       | G. Palazzi; M. Zanetti (?)       | G. Scolari                           |                                            |
| 118 | 1749        | La commedia in commedia                                                              | G. G. Barlocci; F. Vanneschi (?) | R. di Capua                          |                                            |
| 119 | 1749        | Tra due litiganti il terzo gode                                                      | G. B. Lorenzi                    | G. B. Pescetti                       |                                            |
| 120 | 1749        | Il finto principe                                                                    | C. Goldoni                       | AA. VV.                              |                                            |
| 121 | 1749        | Il protettore alla moda                                                              | G. M. Buini                      | G. M. Buini; B. Galuppi              |                                            |
| 122 | 1750        | Alcimena principessa dell'isole fortunate ossia l'amore fortunato ne' suoi disprezzi | P. Chiari                        | B. Galuppi                           |                                            |
| 123 | 1750        | Il ciarlatano fortunato nelle sue imposture                                          | Sconosciuto                      | Sconosciuto                          | farsa per musica - intermezzo per Alcimena |
| 124 | 1750        | Ernelinda                                                                            | F. Silvani                       | F. Gasparini; A. Vivaldi; B. Galuppi |                                            |
| 125 | 1750        | La preziosa ridicola                                                                 | M. Trotti                        | G. M. Orlandini                      | intermezzo in musica per Ernelinda         |
| 126 | 1750        | Il mondo alla roversa, ossia le donne che comandano                                  | C. Goldoni                       | B. Galuppi                           |                                            |
| 127 | 1750-51     | La mascherata                                                                        | C. Goldoni                       | G. Cocchi (?); B. Galuppi (?)        |                                            |
| 128 | 1751        | Le donne vendicate                                                                   | C. Goldoni                       | G. Cocchi                            |                                            |
| 129 | 1751        | Griselda                                                                             | A. Zeno                          | G. Latilla                           |                                            |
| 130 | 1752        | Venceslao                                                                            | A. Zeno                          | A. G. Pampani                        |                                            |
| 131 | 1752        | L'Adriano in Siria                                                                   | P. Metastasio                    | G. Scarlatti                         |                                            |
| 132 | 1752        | L'olimpiade                                                                          | P. Metastasio                    | G. Latilla                           |                                            |
| 133 | 1753        | Alessandro nell'Indie                                                                | P. Metastasio                    | G. Latilla                           |                                            |
| 134 | 1753        | Semiramide riconosciuta                                                              | P. Metastasio                    | G. Cocchi                            |                                            |
| 135 | 1753        | Il pazzo glorioso                                                                    | C. Goldoni (da A. Villani)       | G. Cocchi                            |                                            |
| 136 | 1753-54     | De gustibus non est disputandum                                                      | C. Goldoni                       | G. Scarlatti                         |                                            |
| 137 | 1754        | La maestra                                                                           | A. Palomba                       | G. Cocchi                            |                                            |
| 138 | 1763        | La morte di Dimone o sia l'innocenza vendicata                                       | J. J. F. von Kurz; G. Bertati    | A. Tozzi                             |                                            |
| 139 | 1764        | Li creduti spiriti                                                                   | J. J. F. von Kurz; G. Bertati    | J. G. Naumann; AA.VV                 |                                            |
| 140 | 1764        | Achille in Sciro                                                                     | P. Metastasio                    | F. Bertoni                           |                                            |
| 141 | 1764        | L'ingannatore ingannato                                                              | P. Chiari                        | F. Bertoni                           |                                            |
| 142 | 1765        | L'olimpiade                                                                          | P. Metastasio                    | F. Bertoni                           |                                            |
| 143 | 1765        | Semiramide                                                                           | P. Metastasio                    | T. Traetta                           |                                            |
| 144 | 1765        | L'amore industrioso                                                                  | F. Casorri                       | G. M. Rutini                         |                                            |
| 145 | 1765        | Le villeggiatrici ridicole                                                           | A. Bianchi                       | A. Boroni                            |                                            |
| 146 | 1765        | I matrimoni in maschera                                                              | F. Casorri                       | G. M. Rutini                         |                                            |
| 147 | 1765        | Gli amori di Zeffiro                                                                 | -                                | Sconosciuto                          | ballo di G. Fabiani (coreografo)           |
| 148 | 1765        | La ghirlanda incantata                                                               | -                                | Sconosciuto                          | ballo di G. Fabiani (coreografo)           |
| 149 | 1766        | La buona figliuola supposta vedova                                                   | A. Bianchi                       | G. Latilla                           |                                            |
| 150 | 1766        | La notte critica                                                                     | C. Goldoni                       | A. Boroni                            |                                            |
| 151 | 1766        | Solimano                                                                             | G. Migliavacca                   | G. Sciroli                           |                                            |
| 152 | 1769        | Il contratto malizioso o sia sior Bastian Marzer                                     | P. Candoni                       | Sconosciuto                          | farsa in lingua veneziana                  |
| 153 | 1770        | La villeggiatura di Mestre                                                           | G. Dolfin                        | S. Perillo                           | farsa per musica                           |
| 154 | 1770        | La marenda alla Zuecca                                                               | G. Dolfin                        | Sconosciuto                          | farsa per musica                           |
| 155 | 1771        | La serenata in tartana                                                               | G. Dolfin                        | Sconosciuto                          | farsa per musica                           |
| 156 | 1771        | La ritornata dalla villeggiatura di Mestre                                           | G. Dolfin                        | S. Perillo (?)                       | farsa per musica                           |
| 157 | 1772        | La fiera                                                                             | G. Dolfin                        | Sconosciuto                          | farsa per musica                           |
| 158 | 1772        | Le putte della Zuecca                                                                | Sconosciuto                      | Sconosciuto                          | farsa per musica                           |
| 159 | 1773        | La serva astuta                                                                      | Sconosciuto                      | Sconosciuto                          | farsa per musica                           |
| 160 | 1773        | Le finezze d'amore o sia la farsa non si fa ma si prova                              | G. Bertati (?)                   | G. Astarita                          | farsa per musica                           |
| 161 | 1773        | Amore in puntiglio                                                                   | Sconosciuto                      | J. M. Pfeiffer                       | farsa per musica                           |
| 162 | 1773        | La costanza d'amore o sia l'inganno per necessità                                    | Sconosciuto                      | Sconosciuto                          | farsa per musica                           |
| 163 | 1774        | Li cavalieri lunatici                                                                | Sconosciuto                      | G. Rust                              | farsa per musica                           |
| 164 | 1774        | Le nozze concluse alla Zueccha                                                       | Sconosciuto                      | Sconosciuto                          | farsa per musica                           |
| 165 | 1775        | La critica teatrale                                                                  | R. Calzabigi                     | G. Astarita                          |                                            |
| 166 | 1775        | Li due amanti in inganno                                                             | Sconosciuto                      | G. Rust; M. Rauzzini                 |                                            |
| 167 | 1776        | Il baron di Lago Nero                                                                | Sconosciuto                      | M. Mortellari                        |                                            |
| 168 | 1776        | Il Giove di Creta                                                                    | P. Pisoni                        | G. Rust                              |                                            |
| 169 | 1776        | Li tre vagabondi                                                                     | Sconosciuto                      | S. Perillo                           |                                            |
| 170 | 1777        | Il convitato di pietra                                                               | P. Pariati (?)                   | G. Callegari                         |                                            |
| 171 | 1777        | L'idolo cinese                                                                       | Sconosciuto                      | G. Rust                              |                                            |
| 172 | 1779        | L'isola d'amor                                                                       | Sconosciuto                      | A. Sacchini                          |                                            |
| 173 | 1780        | Le nozze alla Mira                                                                   | Sconosciuto                      | A. Gagni                             | farsa per musica                           |
| 174 | 1780        | Le donne rivali                                                                      | Sconosciuto                      | D. Cimarosa                          | intermezzo in musica                       |
| 175 | 1781        | L'amor per rigiro                                                                    | N. Tassi                         | A. Gagni                             | intermezzo in musica a cinque voci         |
| 176 | 1781        | Il matrimonio per inganno                                                            | G. Bertati (?)                   | P. Anfossi                           | intermezzo in musica                       |
| 177 | 1781        | Rosina consolata o sia l'innocenza protetta                                          | P. A. Bagliacca                  | G. Valentini                         | intermezzo in musica a quattro voci        |
| 178 | 1782        | Li tre difettosi rivali in amore                                                     | G. Prettini                      | Sconosciuto                          | intermezzo in musica                       |
| 179 | 1783        | Le due finte gemelle                                                                 | G. Petrosellini                  | N. Piccinni                          | intermezzo in musica a quattro voci        |
| 180 | 1783        | I matti gloriosi                                                                     | Sconosciuto                      | A. Gagni                             | intermezzo in musica                       |
| 181 | 1784        | Il parigino in Italia                                                                | Sconosciuto                      | L. Baini                             | intermezzo in musica                       |
| 182 | 1784        | Il finto parigino                                                                    | Sconosciuto                      | L. Baini                             | intermezzo in musica                       |
| 183 | 1784        | Il matrimonio inaspettato                                                            | Sconosciuto                      | G. Paisiello                         | intermezzo in musica                       |
| 184 | 1787        | Le stravaganze in campagna                                                           | Sconosciuto                      | A. Brunetti                          |                                            |
| 185 | 1787        | Li tre Orfei                                                                         | Sconosciuto                      | M. Bernardini                        |                                            |
| 186 | 1788        | L'impostor punito                                                                    | G. Neri                          | P. Guglielmi                         |                                            |
| 187 | 1791        | I capricci in amore                                                                  | Sconosciuto                      | G. Astarita                          |                                            |
| 188 | 1791        | Don Mirtillo contrastato                                                             | Sconosciuto                      | G. Giordani                          |                                            |
| 189 | 1792        | Il medico parigino o sia l'ammalato per amore                                        | G. Palomba                       | G. Astarita                          |                                            |
| 190 | 1792        | L'ultima che si perde è la speranza                                                  | F. S. Zini (?)                   | M. Bernardini (?)                    | farsa per musica                           |
| 191 | 1793        | Attila                                                                               | -                                | V. Trento                            | ballo di D. Ballon (coreografo)            |
| 192 | 1793        | La cifra                                                                             | L. Da Ponte                      | A. Salieri                           |                                            |
| 193 | 1793        | Le trame amorose                                                                     | A. Valli                         | F. Paër (o G. Paisiello?)            |                                            |
| 194 | 1794        | Il mercato di Monfregoso                                                             | C. Goldoni                       | N. A. Zingarelli                     |                                            |
| 195 | 1794        | L'amante statua                                                                      | A. Valli                         | L. Piccinni                          | farsa per musica                           |
| 196 | 1794        | I veneziani a Costantinopoli                                                         | -                                | V. Trento                            | ballo di D. Ballon (coreografo)            |
| 197 | 1794        | La finta ammalata                                                                    | G. Squilloni                     | V. Trento                            |                                            |
| 198 | 1798        | La sposa di stravagante temperamento                                                 | Sconosciuto                      | P. Guglielmi                         |                                            |
| 199 | 1798        | Gli umori contrari                                                                   | G. Bertati                       | S. Nasolini                          |                                            |